# Чехов (Тернопольская область)
Че́хов (укр. Чехів) — село в Монастырисской городской общине Чортковского района Тернопольской области Украины.
До 2020 года входило в Монастырисский район.
Население по переписи 2001 года составляло 324 человека. Почтовый индекс — 48305. Телефонный код — 3555.